# Hyporhagus bolivianus
Hyporhagus bolivianus es una especie de coleóptero de la familia Monommatidae.

## Distribución geográfica
Habita en Bolivia.